# 5554 Keesey
5554 Keesey este un asteroid din centura principală de asteroizi.

## Descriere
5554 Keesey este un asteroid din centura principală de asteroizi. A fost descoperit pe 15 octombrie 1985 la Stația Anderson Mesa de Edward L. G. Bowell. El prezintă o orbită caracterizată de o semiaxă mare de 2,24 ua, o excentricitate de 0,20 și o înclinație de 7,7° în raport cu ecliptica.